# گنخک رئیسی
گنخک رئیسی، روستایی از توابع بخش کاکی در شهرستان دشتی استان بوشهر ایران است. گنبد نمکی دشتی روبروی این روستا قرار دارد که در ۱۵ کیلومتری جنوب شهر کاکی می‌باشد.

## جمعیت
این روستا در دهستان کاکی قرار داشته و براساس سرشماری سال ۱۳۸۵ جمعیت آن ۶۶ نفر (۱۵ خانوار) بوده‌است.